# Stabilna difuzija
Stabilna difuzija je model teksta u sliku dubokog učenja objavljen 2022. zasnovan na tehnikama difuzije. Generativna tehnologija veštačke inteligencije je vrhunski proizvod Stabiliti VI i smatra se da je deo tekućeg buma veštačke inteligencije.
Prvenstveno se koristi za generisanje detaljnih slika uslovljenih tekstualnim opisima, mada se može primeniti i na druge zadatke kao što su slikanje, preslikavanje i generisanje prevoda slike u sliku vođeno tekstualnim upitom. Njegov razvoj uključivao je istraživače iz CompVis grupe na Univerzitetu Ludvig Makimilijan u Minhenu i kompanije Ranvaj uz računsku donaciju kompanije Stabiliti i podatke za obuku neprofitnih organizacija.
Stabilna difuzija je model latentne difuzije, neka vrsta duboke generativne veštačke neuronske mreže. Njegov kod i ponderi modela su javno objavljeni i može da radi na većini potrošačkog hardvera opremljenog skromnim GPU-om sa najmanje 4 GB VRAM-a. Ovo je označilo odmak od prethodnih vlasničkih modela teksta u sliku kao što su DALL-E i Midjourney koji su bili dostupni samo preko usluga u oblaku.

## Spoljašnje veze
- Stable Diffusion Demo
- Interactive Explanation of Stable Diffusion
- "We Are All Raw Material for AI": Investigation on sensitive and private data in Stable Diffusions training data
- "Negative Prompts in Stable Diffusion"